# 真砂土
真砂土（まさつち・まさど、英語: Decomposed granite soil）とは、花崗岩が風化してできた砂状の土壌である。
代表的な客土として用いられる反面、特殊土壌地帯災害防除及び振興臨時措置法（特土法）で指定されている特殊土壌であり、普通土とは異なる性質を持つ。

## 名称
真砂土は“きれいな砂”から名が付いたと考えられているが、いつ頃どの地域の誰が名付けたかは不明。古くから文学的表現に用いられていたという。
読みは業界によって異なる（2014年時点でNHKでは土砂災害のニュース(土木系)で「まさど」、『趣味の園芸』(園芸系)で「まさつち」）。
地盤工学会では「まさ土」表記で定義されているように「まさ」「マサ」のかな表記が用いられている。2018年平成30年7月豪雨での大手新聞各社における表記は、読売・朝日は「まさ土」、毎日は「真砂土」、産経は「まさ土」あるいは「真砂土」を用いている。
瀬戸市周辺の愛知県から岐阜県にかけての地域では「砂婆（さば）土」と言われる。静岡県富士山周辺に富士マサと呼ばれる土壌があるが、これは火山噴出物であるため別ものになる。

## 特徴

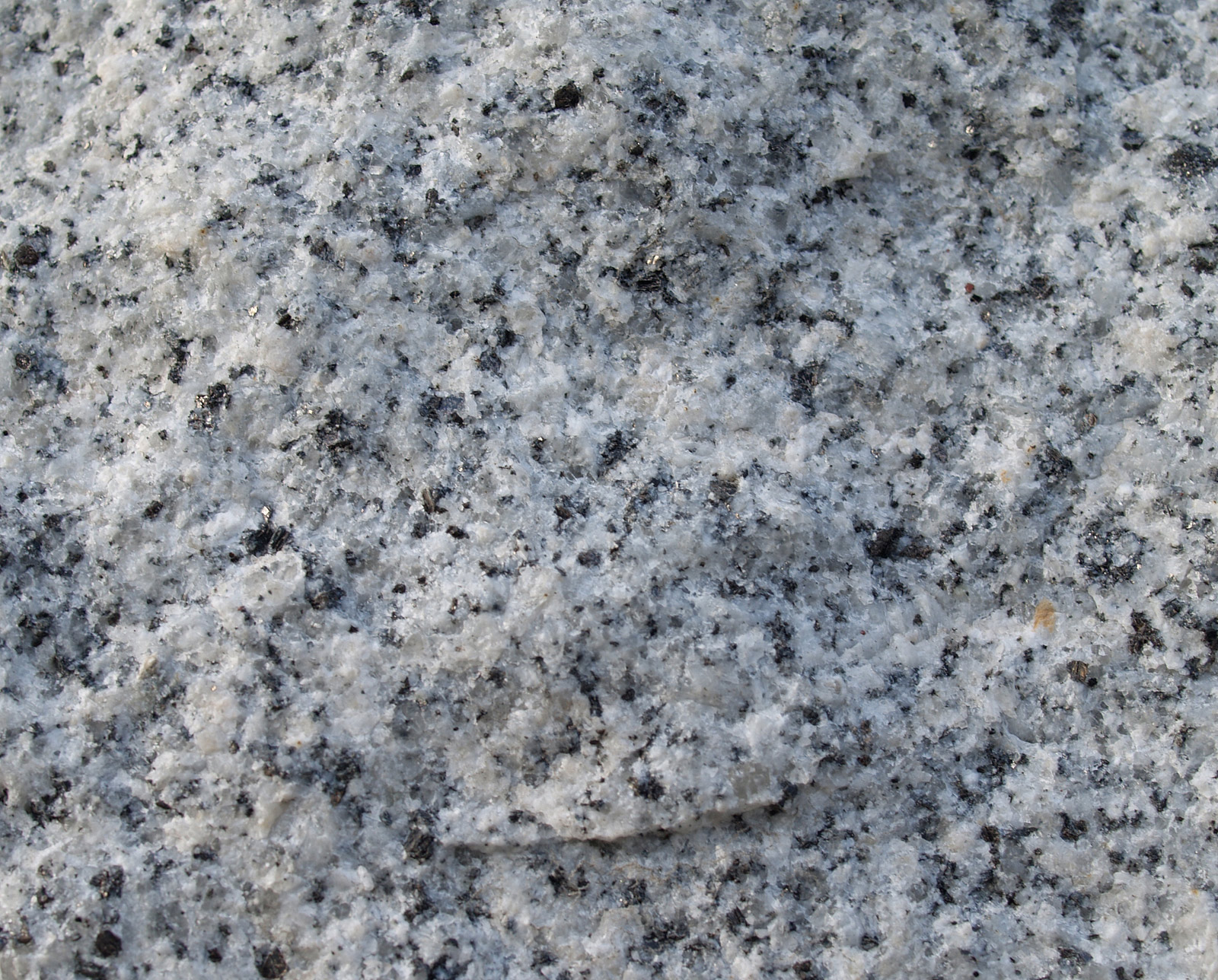
花崗岩表面。白っぽいのが石英、黒が雲母。

花崗岩質岩石(花崗岩・花崗閃緑岩・花崗斑岩等)は石英・長石・雲母などの鉱物結晶が密接している。これらの結晶粒子は数mm程度のほぼ等粒で、それぞれで熱膨張率が異なるため、温度差の大きい所では粒子間の結合が弱まり風化しやすい。膨張などの物理的風化・加水分解などの化学的風化が進行すると、細粒状になったり更に長石・雲母の一部は粘土鉱物（カオリナイト・イライト・ハロイサイト等）になったりするなどバラバラの状態になる。この風化花崗岩の粒を“まさ（マサ・真砂）”といい、これが集まって堆積したものを“まさ土（マサ土・真砂土）”と定義している。
まさ土は基本的性質として、粒径が不均一で鉱物組成の変化が多く、弱酸性で、ほぼ砂質土状であるが粘質土的な特徴もある。これは構成する鉱物が花崗岩質岩石の種類や地形によって異なること、加えて風化の進行度によって生まれる粘土鉱物も異なるためである。砂と定義されているものもあるが、シルトや粘土化した細粒土も含まれ、更に広義では礫も含まれる。土質工学会『日本の特殊土』でまとめられている一般的な沖積砂との比較は以下の通り。
|                                                         | 沖積砂                                   | まさ土                                        |        |
| ------------------------------------------------------- | ---------------------------------------- | --------------------------------------------- | ------ |
| 一次的性質 - 土粒子の鉱物種 - 土粒子の比重 - 粒度、粒径 | - 質的変化少ない - 均一（2mmから1⁄16mm） | - 質的変化多い - 不均一 - 変化しやすい        | [ 15 ] |
| 二次的性質 - 含水比 - 間隙比飽和度 - 土の構造           | - 教科書のモデルが適用できる             | - 水と土粒子の関係が複雑 - 土粒子内空隙が重要 | [ 15 ] |
| 工学的性質 - 透水性 - 強さ - 圧縮性 - 締固め特性        | - 主として二次的性質に依存               | - 一次・二次的性質共に重要                    | [ 15 ] |

また自然状態に近いまさ土は岩石としての特徴を残しているためある程度の粘質土的特性を残しているが、強風化や流出・撹拌などによってそれを失ったまさ土は完全に砂質土化する。こうしたことから、粘性を残したまさ土は通気性・水はけが悪い、失ったまさ土は通気性・通水性に富む、という正反対の特徴が現れる。状態によっては、締め固まりやすくもなるが、僅かな水でも流動しやすくもなる。

## 分布

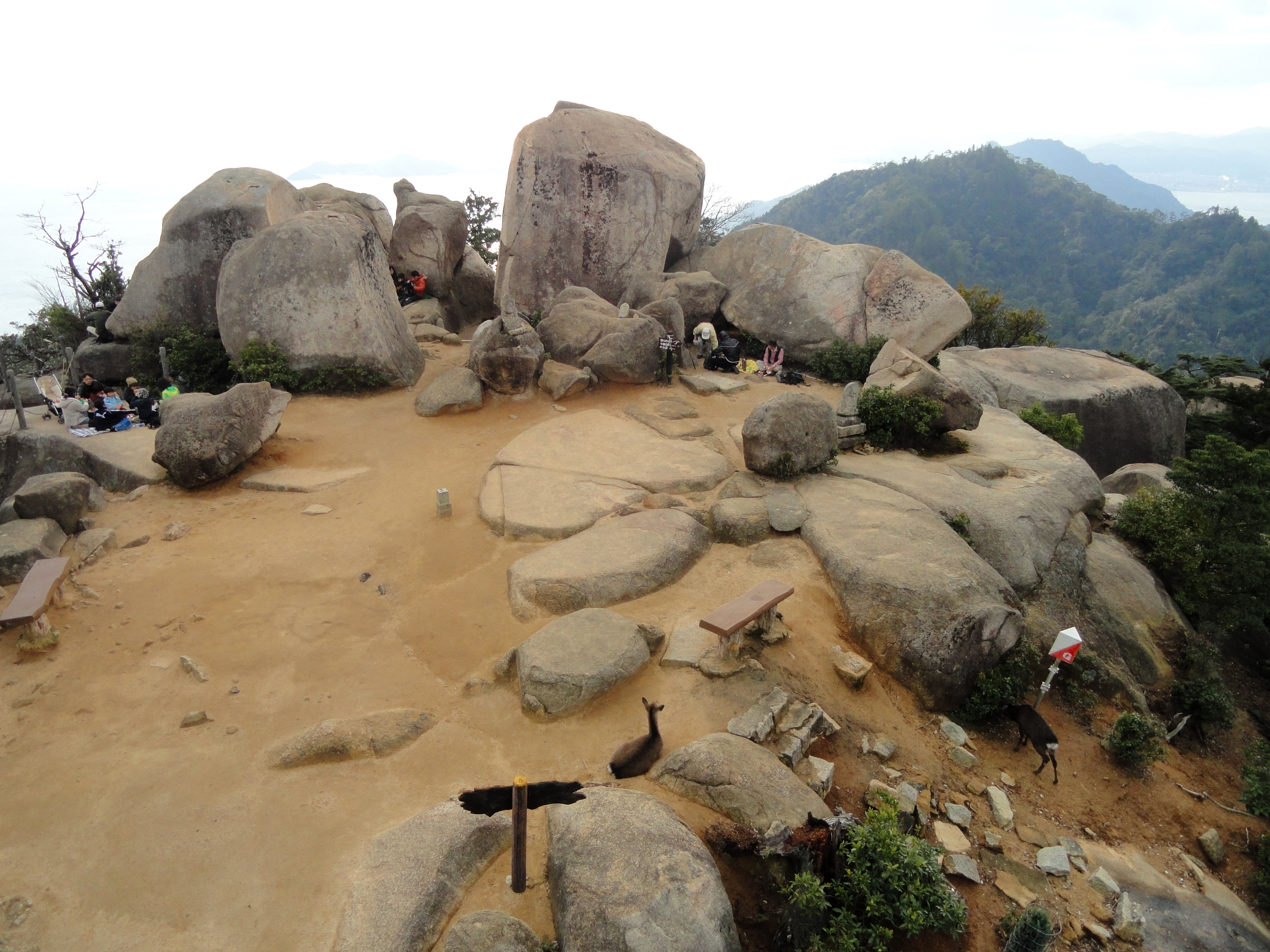
宮島弥山頂上。宮島は全島が花崗岩で形成されており、これら巨石群も花崗岩でその周りがまさ土。

花崗岩は大陸地殻の全域にわたって世界中広く分布しているが、その風化残留土であるまさ土の分布は一致しない。これはまさ土の生成に際し、岩質・地形・地質構造・地史・気候と様々な条件に左右されるためである。例えば花崗岩の風化が進んでも侵食が激しければ、あるいは降水量が多ければ、まさ土としてその場に残らない。
日本において特土法で指定されているまさ土地帯は、中国地方の大部分、九州・四国・近畿の一部になる。花崗岩は全国いたるところに存在し、まさ土は東日本にも少なからず存在するが特に分布するのは西日本になる。

## 利用
日本では花崗岩が石垣や敷石・墓石などに用いられるように、まさ土も客土として用いられる。関西以西では広く分布することから安価で手に入れることができる。
園芸・農業
園芸用土の代表例。特に関西以西ではよく用いられる。締め固まりやすいため水はけが悪く養分が少ないという特徴から普通は単体で用いられることはなく場合によっては土壌改良が必要で、他種類の用土やピートモスや腐葉土、堆肥などを配合して用いる。
陶芸
瀬戸焼ではサバ土と呼ばれ、素地土として用いられている。
土工
敷土・庭土、盛土や置き換え材として用いられる。
細骨材
日本では近年海砂が環境保護の観点から採取を禁止する傾向にあるため、その代用として用いられている。
舗装
日本では道路構造令で規定されていない。一般的な道路舗装においては、路床や路盤には用いられるが、表層には用いられない。簡易舗装(土系舗装)で用いられる。

## 災害

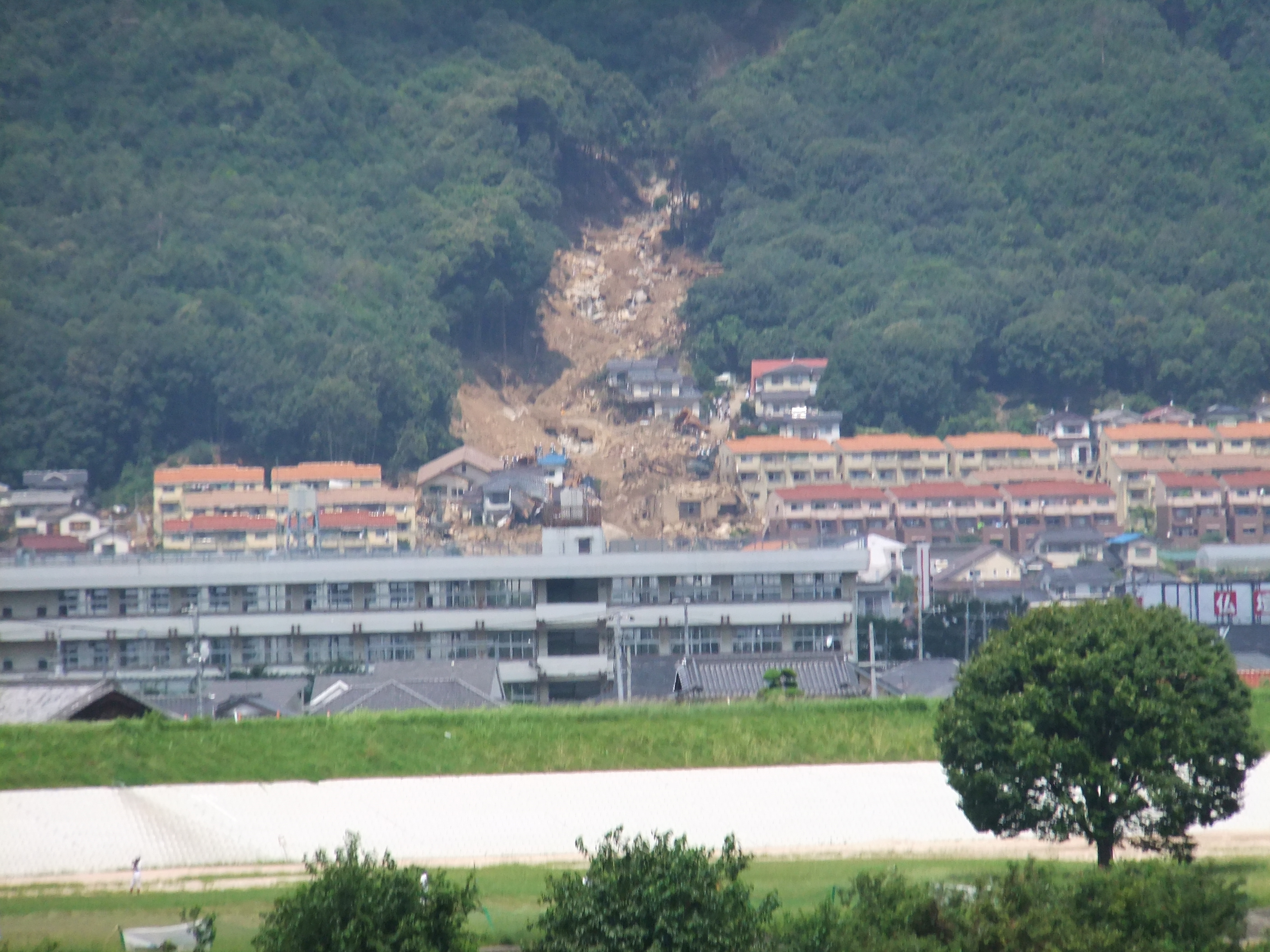
土砂災害例（2014年広島市）

まさ土が特殊土壌として指定されている理由の一つとして、斜面での安定性が他の土質に比べて劣ることが挙げられる。これは外気にさらされる地表側が温度変化や雨水によって風化が進行していくと崩れやすくなるためである。
高度経済成長以降都市圏の拡大により土地需要が高まり、全国的にその周辺の丘陵・山岳で土地造成が始まったことから、特に関西以西では生活を営む地の直ぐ側にまさ土の急傾斜斜面がある状況になった。これに大雨が降ると人的被害に及ぶ土砂災害が発生している。
また土地需要により周辺水域での埋め立ても行われ、関西以西ではその埋め立て材として対液状化現象に強い土壌であると考えられているまさ土が用いられている。ただし大地震では液状化現象が発生した事例がある。